# アンリ・ベクレル
アントワーヌ・アンリ・ベクレル（Antoine Henri Becquerel, 1852年12月15日 - 1908年8月25日）は、フランスの物理学者・化学者。放射線の発見者であり、この功績により1903年ノーベル物理学賞をピエール・キュリー、マリ・キュリーと共に受賞した。

## 生涯
パリ生まれ。息子のジャン・ベクレルも物理学者・化学者である。
父親は蛍光や光化学の研究者アレクサンドル・エドモン・ベクレル、祖父は科学者アントワーヌ・セザール・ベクレルで研究者の道に進んだ。
リセ・ルイ＝ル＝グラン、エコール・ポリテクニークで自然科学を、国立土木学校で工学を学んだ。
1908年、ブルターニュのル・クロワジックにて55歳で急死。マリ・キュリー同様、放射線障害が原因だと考えられる。
放射能のSI単位のベクレル（Bq）はアンリ・ベクレルにちなんでいる。

## 業績

### ウランの放射線発見
1896年、ウラン塩の蛍光を研究中に、ウランが放出した放射線（アルファ線）が写真乾板を露光させることを発見した。ベクレルは偶然放射線を発見したとはいえ、あくまでも蛍光の研究に結びついた発見であった。最初のきっかけは1895年11月にドイツのレントゲンが発見したX線である。ベクレルの同僚であったポアンカレは1ヶ月後に入手したレントゲンの論文をベクレルに手渡す。このときポアンカレは「X線が蛍光を生じるなら、蛍光から何らかの放射線が発生するかもしれない」とベクレルに話している。
実験を始めると、太陽光に当てたウランの硫酸カリウム塩が燐光を生じることをすぐに確認できた。さらに、太陽光にさらしたウラン塩を黒い紙で包んでも写真乾板が感光することを、1896年2月に発見している。最後の幸運は曇天（どんてん）が続き実験ができなかったことだった。実験再開に備え、ベクレルはウラン塩と乾板を一緒にしまっておいた。ところが実験を再開する前に確認すると、乾板が既に感光していることに気づいたのだった。ウランが発しているのが何らかの放射線であることは、空気の電離によって確認した。ウランの濃度に対する放射線の強度の分析や、ウラン以外の放射性元素の発見はピエール・キュリーとマリ・キュリーによる。

## 関連画像

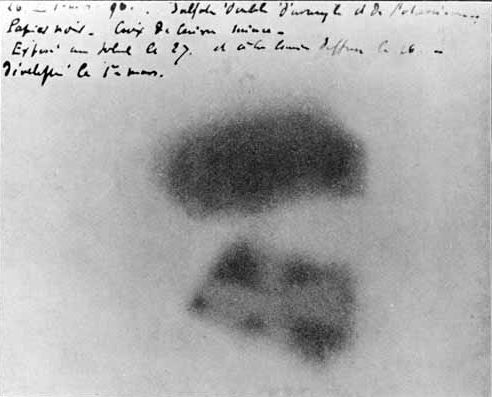
ベクレルがウラン塩によって偶然感光させてしまった写真乾板

## 受賞歴
- 1900年 ランフォード・メダル
- 1903年 ノーベル物理学賞
- 1905年 バーナード・メダル
- 1906年 ヘルムホルツ・メダル